# Catedral de Naumburgo
La catedral de San Pedro y San Pablo de Naumburgo (en alemán: Dom St. Peter und Paul) es una antigua catedral católica de Alemania, erigida en la ciudad  de Naumburgo, estado federado de Sajonia-Anhalt. Es la antigua sede episcopal de la diócesis católica de Naumburgo. Desde la Reforma Protestante, ha sido la principal iglesia luterana en la ciudad (ahora luterana -evangélica).
Se encuentra en el sitio de una antigua catedral que databa del siglo XI y fue construida en su mayor parte en la primera mitad del siglo XIII. Es un perfecto ejemplo de la transición arquitectónica entre el estilo románico tardío sajón y el gótico primitivo. El coro occidental data del siglo XIII y es gótico. Es destacada por su estatuaria, incluyendo la célebre de la margravesa Uta de Ballenstedt (* alrededor de 1000 en Ballenstedt; † 23 de octubre antes de 1046), conocida como Uta de Naumburgo, esculpida entre 1243 y 1249, y las del presbiterio occidental, donde el llamado maestro de Naumburgo realizó las famosas estatuas de los fundadores (en alemán: Stifterfiguren), ubicadas alrededor del coro, conjunto que representa indudablemente el apogeo de la escultura alemana medieval. Existen también una serie de altorrelieves que representan escenas de la Pasión.
Nikolaus von Amsdorf instaauró en ella el culto luterano en 1542. El último obispo católico residente en Zeitz, Julius von Pflug, murió en 1564 y el obispado desapareció absorbido por el ducado de Sajonia. La catedral perdió entonces su función de asiento episcopal, aunque siguió conservando el nombre.
El 1 de julio de 2018, la catedral de Naumburgo fue declarada Patrimonio de la Humanidad por la Unesco.

## Historia

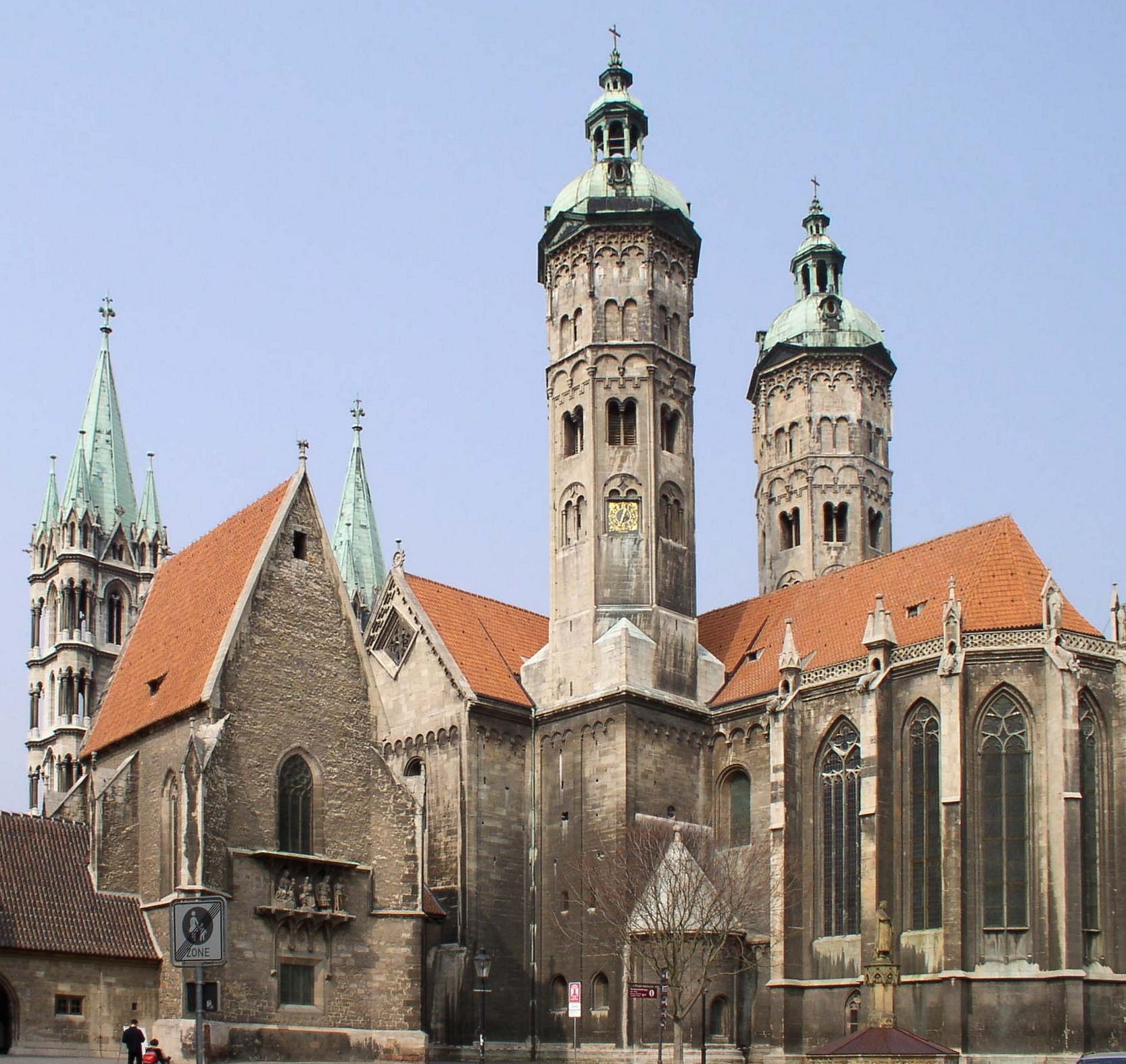
Torres y ábside oriental

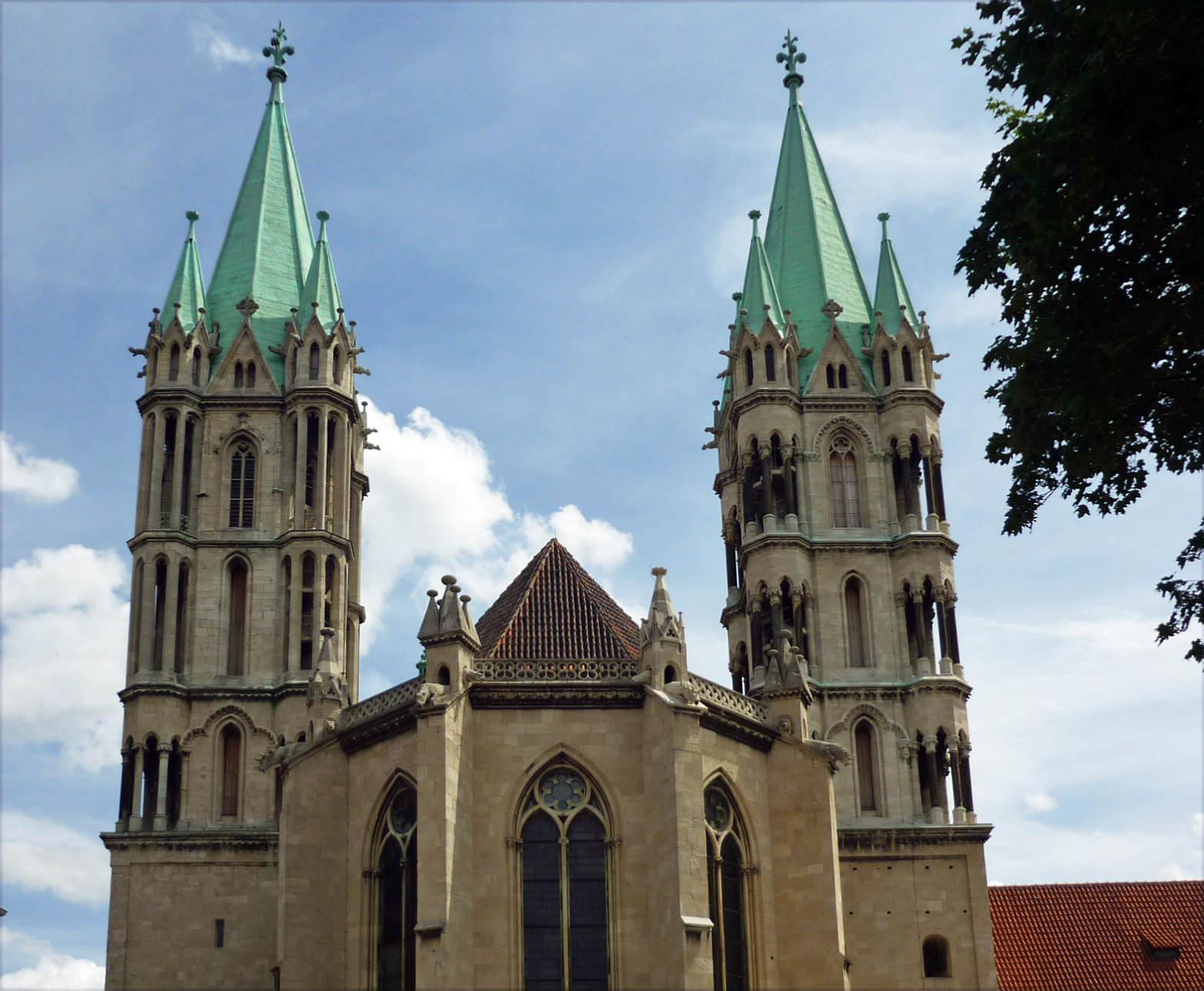
Torres y ábside occidental

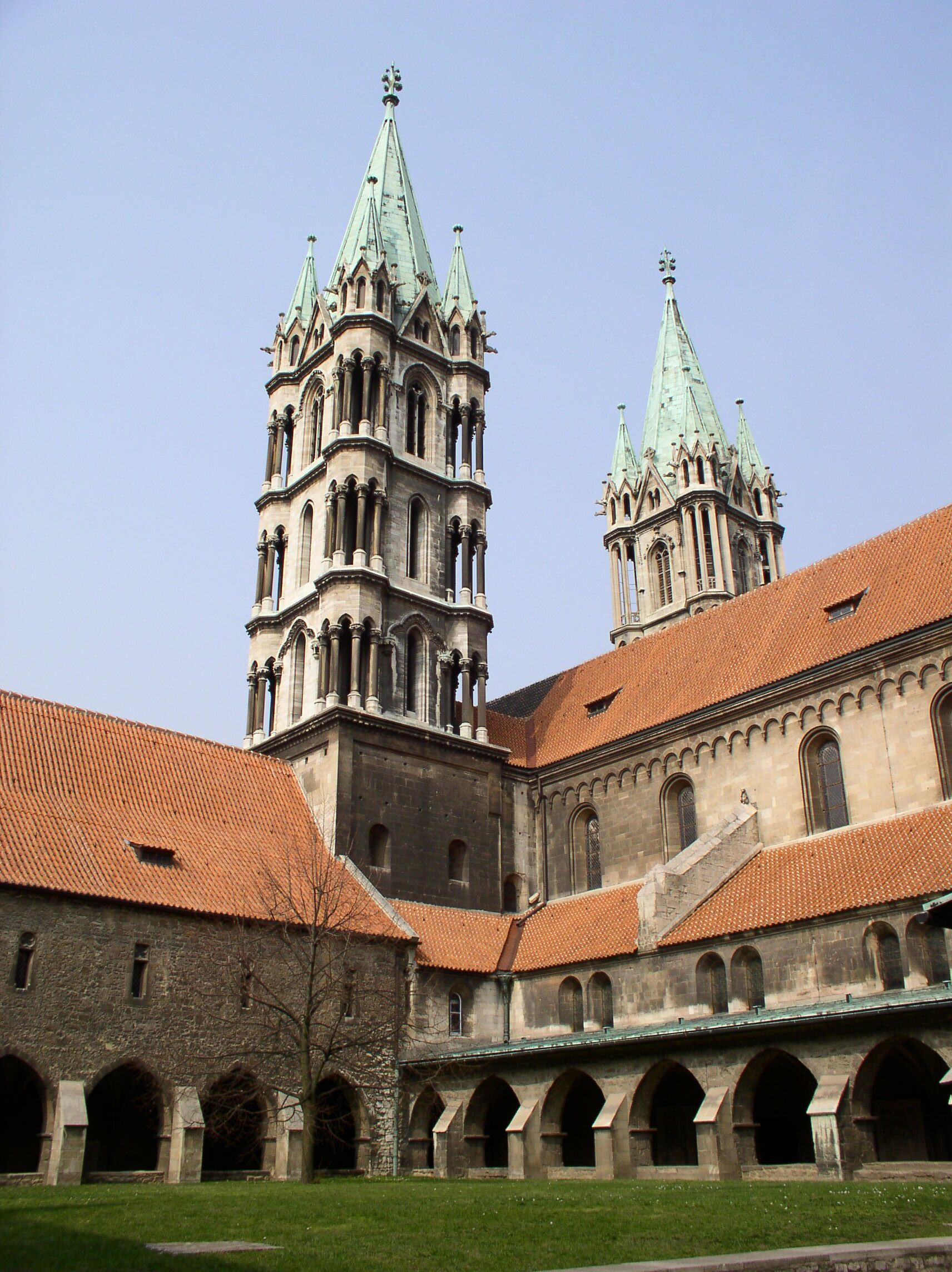
Claustro y torres occidentales

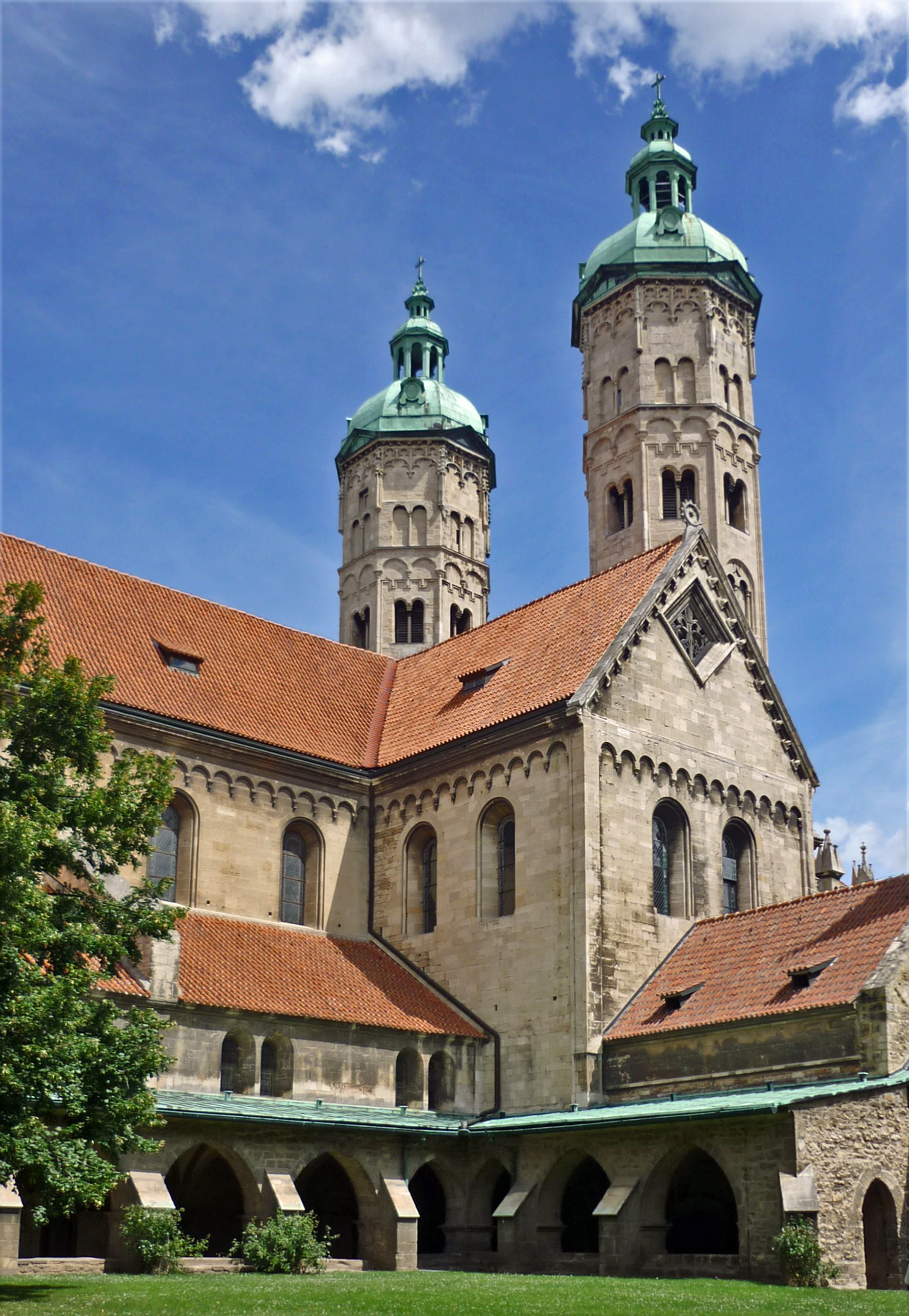
Claustro y torres orientales

Hacia el año 1000, Ecardo I, margrave de Meissen, el hombre más poderoso de la frontera oriental del Sacro Imperio Romano Germánico, erigió una pequeña construcción de unos 25 m de largo en la orilla izquierda del río Saale, cerca de su confluencia con el río Unstrut. La ubicación de este castillo, denominado Neweburg (castillo nuevo) y que luego derivó a Naumburg, fue elegida en razón de su estratégica posición en un cruce de rutas comerciales. Sus hijos, Hermann y Ecardo II, fundaron una pequeña iglesia parroquial (dedicada a la Virgen María) en la parte occidental del área del castillo, a la vez que se consolidaba un enclave urbano en el entorno del castillo.
Dicha iglesia primitiva se levantaba en el año 1028 en el lugar que hoy ocupa la catedral, en las cercanías de una antigua iglesia parroquial, cuando se decidió, con aprobación del rey Conrado III de Alemania y del papa Juan XIX, trasladar allí la sede de la diócesis desde la localidad de Zeitz, alegándose que la presencia del castillo otorgaría mayor protección a la sede diocesana. Poco después de aprobarse dicho traslado, en la primavera del año 1029, justo al este de la iglesia parroquial anterior se dio inicio a las obras de la nueva catedral, en estilo arquitectónico románico. En el año 1044, durante el mandato del obispo Hunoldo, el nuevo templo fue consagrado, con los santos Pedro y Pablo como patronos.
Tras la Reforma Protestante, en el año 1541 la catedral de Naumburgo quedó convertida en sede de un obispado protestante, pero con la muerte del último obispo, Julius von Pflug, perdió su función como sede episcopal, pasando a quedar bajo el control del elector de Sajonia. Actualmente sigue siendo un templo protestante.

## Arquitectura

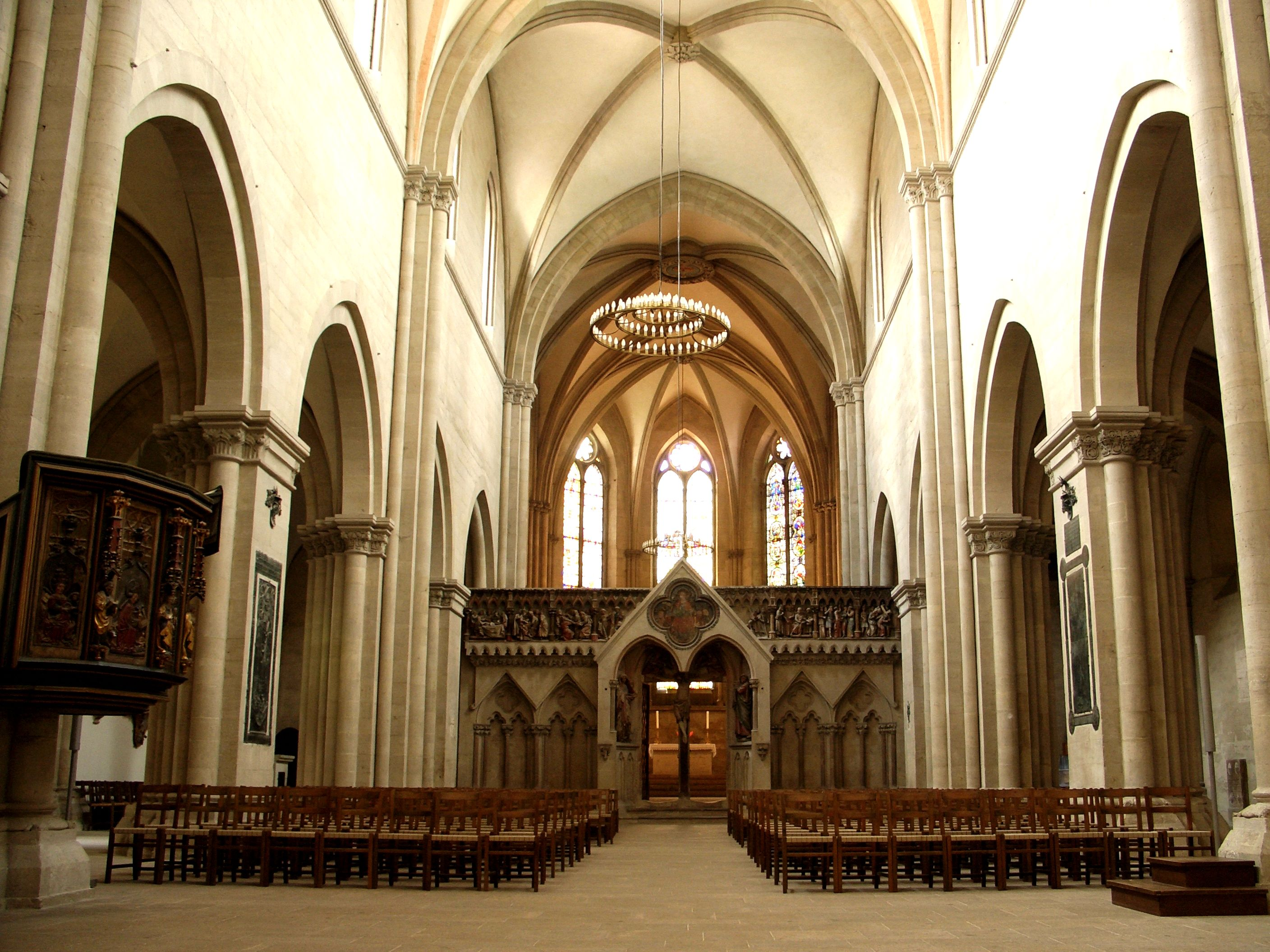
A la izquierda el púlpito y al fondo el coro alto que separa el ábside occidental del resto del edificio.

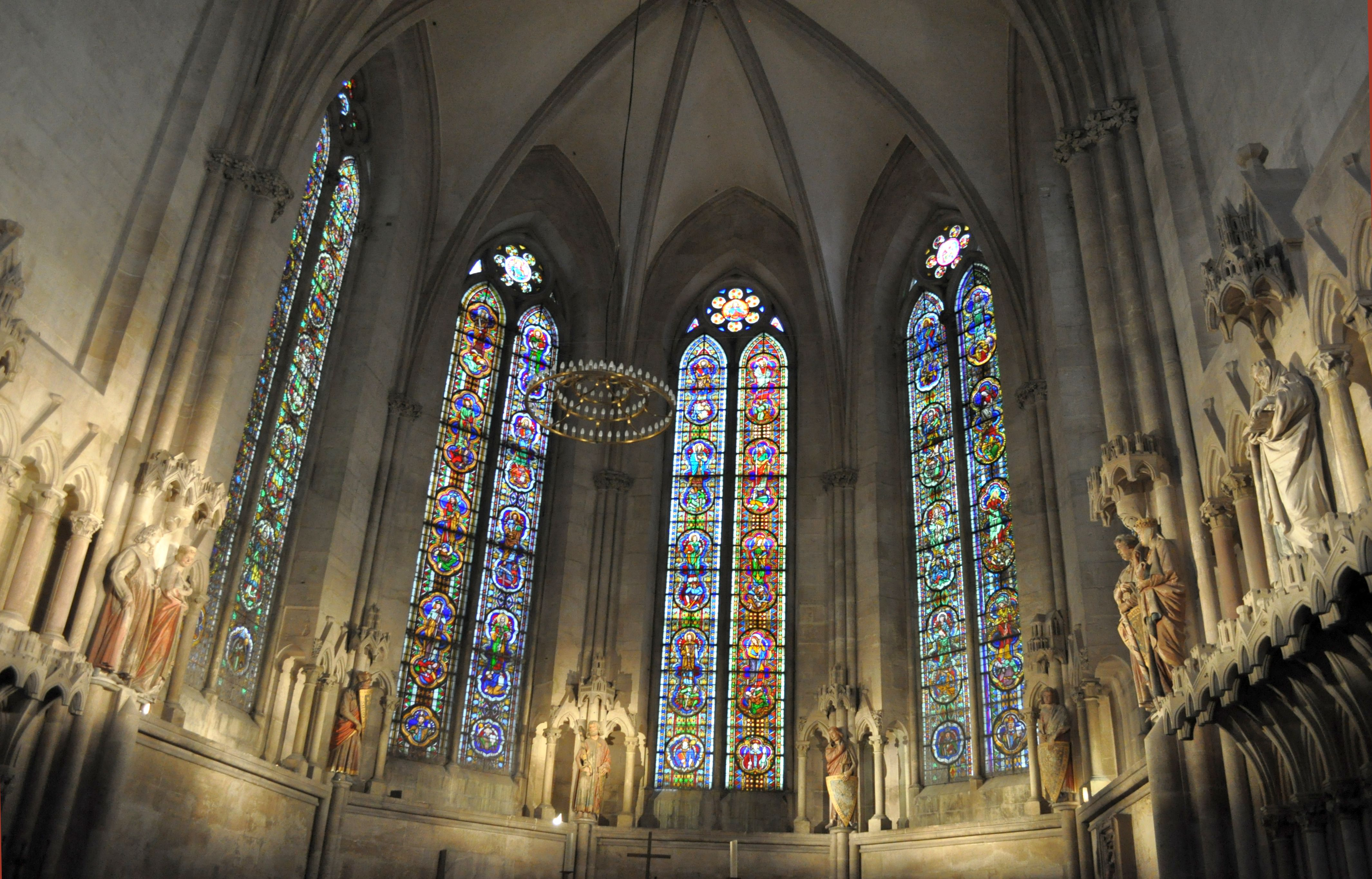
Coro occidental con las estatuas de los fundadores. A la derecha, la famosa Uta de Naumburg y su marido Ecardo.

La nave principal se erigió en la primera mitad del siglo XIII en estilo románico. Entre 1250 y 1270 se construyó el presbiterio occidental, que ya presentaba las características arquitectónicas propias del gótico primitivo. En el siglo XV el presbiterio oriental fue transformado para adaptarse al gusto gótico, aunque la cripta subterránea conservó su estilo original románico. La iglesia, con doble ábside sin deambulatorios, dibuja así una variante de la planta románica-renana, con el claustro adosado en la fachada lateral sur.

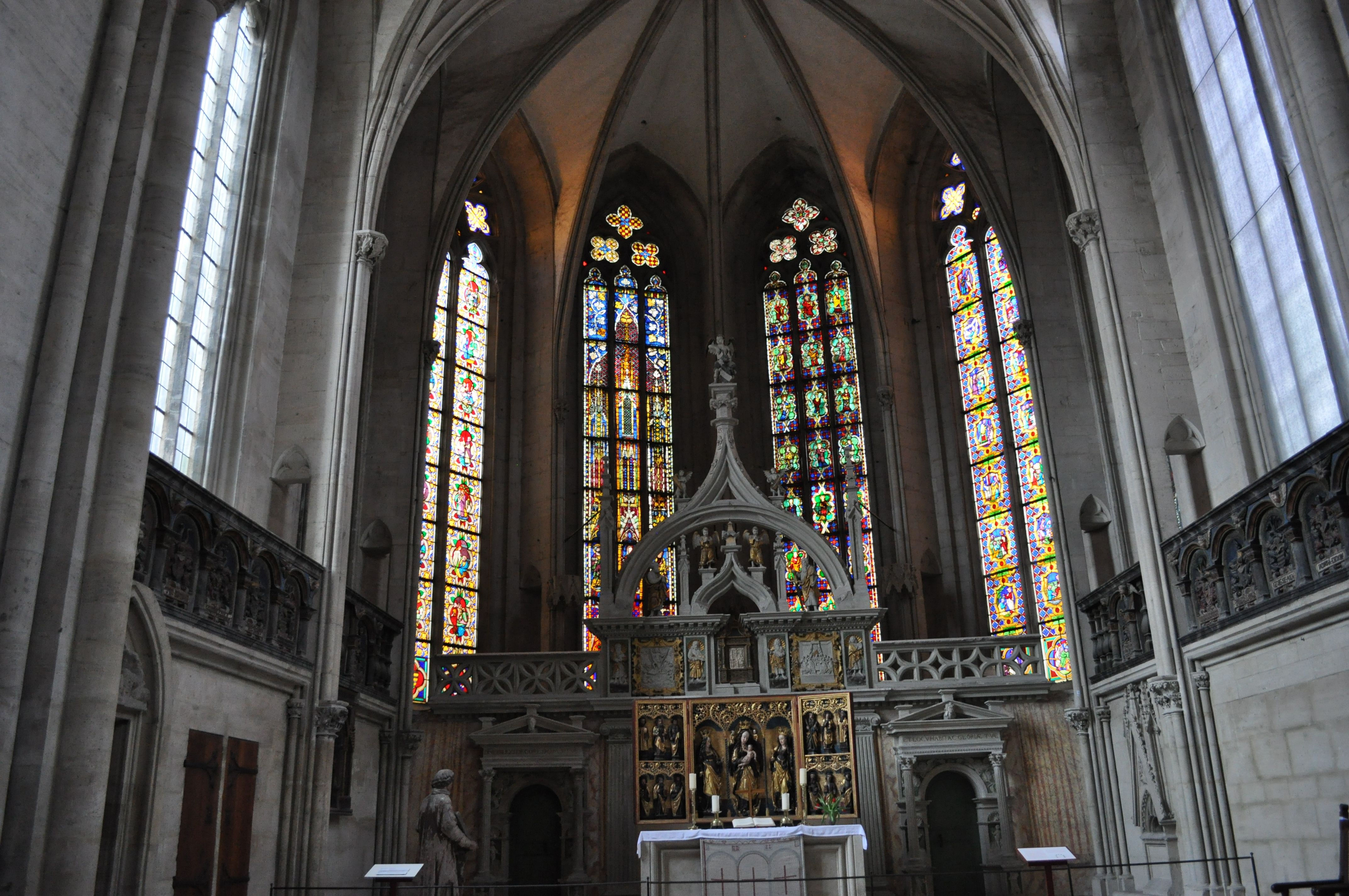
Coro oriental.

El altar de Santa María es un tríptico del gótico tardío (de hacia el año 1510) que muestra a la Virgen María y al Niño flanqueados por santa Bárbara, santa Catalina y los Apóstoles. En el altar del coro oriental se representa a la Virgen y al Niño con figuras de santos a ambos lados. En una columna del crucero hay adosado un púlpito con ornamentación del año 1466.

### Estatuas del presbiterio

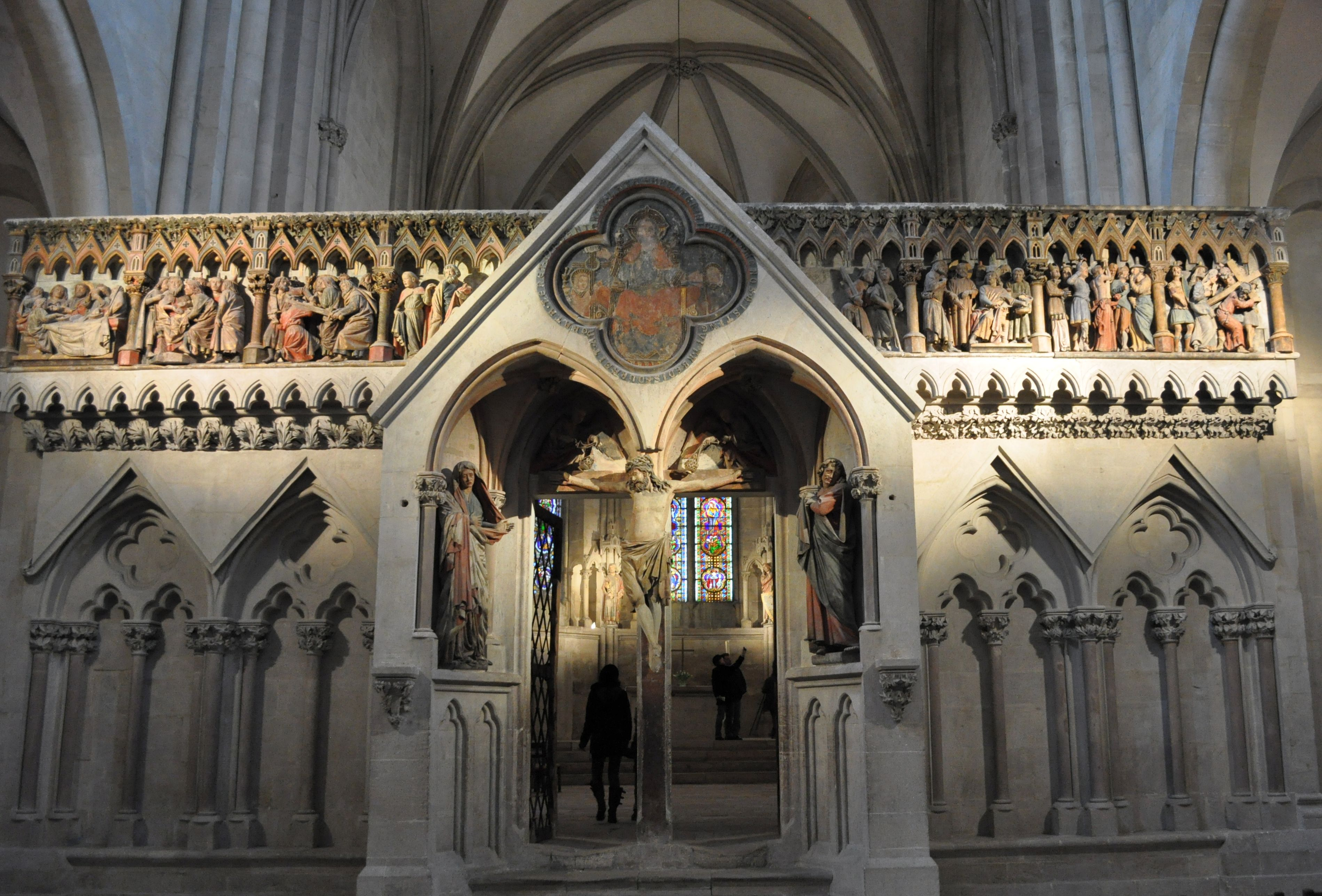
Coro alto occidental, también del Maestro de Naumburgo.

El coro alto de poniente supone una extraordinaria realización del anónimo Maestro de Naumburgo. En este muro de separación se representan escenas de la Pasión de Cristo con el carácter de una tragedia humana: sobre la portalada central, que muestra a un grupo de la Crucifixión del mismo autor, se conservan frescos de la Maiestas Domini encuadrados en un cuadrifolio.

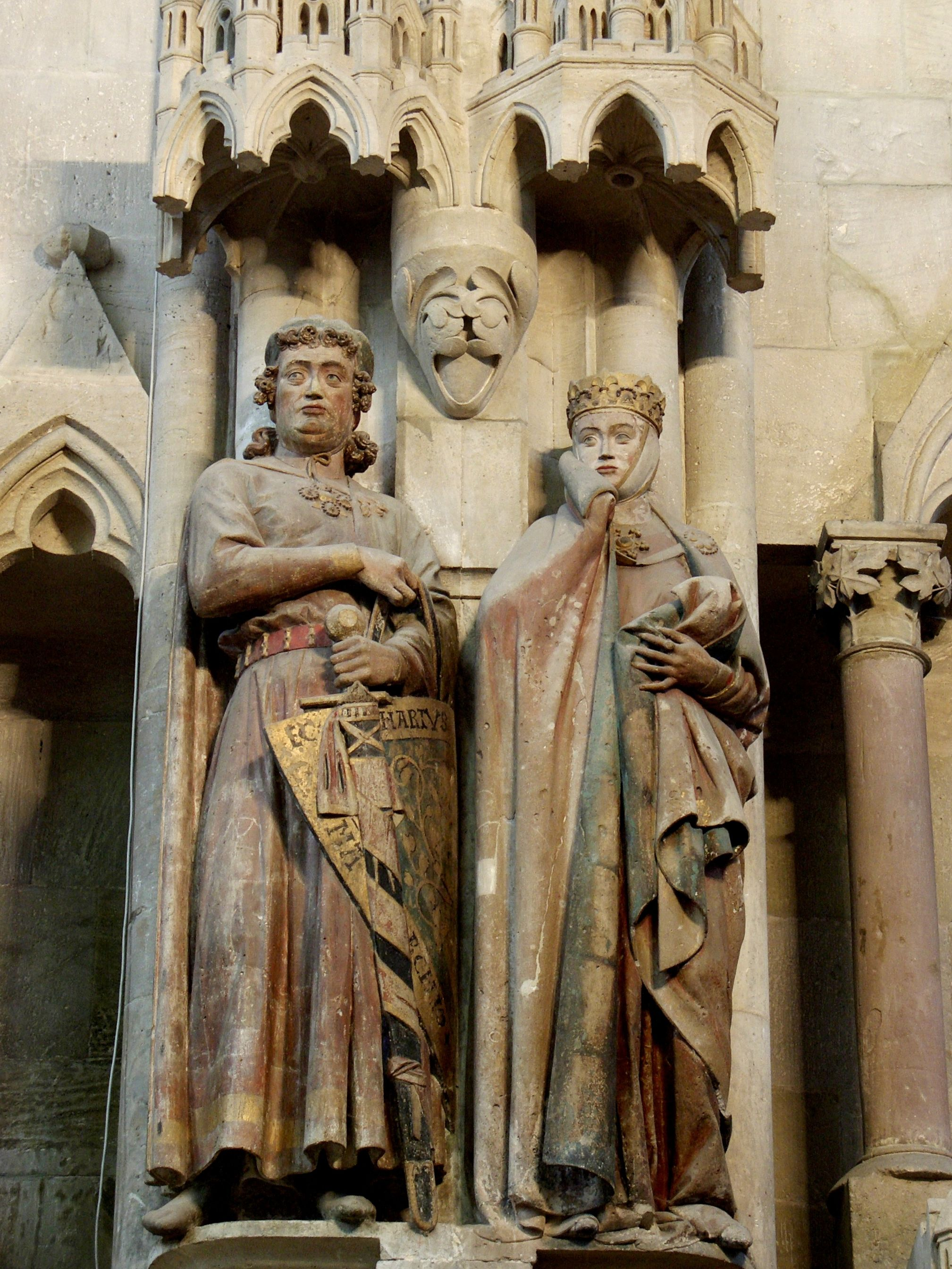
Interior del coro, pared norte, detalle de Ecardo II de Meissen y de su esposa Uta, dos de los fundadores de la capilla alrededor de la que se construyó la actual catedral de Naumburgo.

El mismo artista es el autor de las estatuas de los fundadores de la catedral de Naumburgo. Adornan el presbiterio occidental y están consideradas como la principal obra de la estatuaria medieval alemana. La individualización de las imágenes y la profundidad de su expresión confieren a las estatuas un efecto excepcional de humanidad y grandeza. Las estatuas representan a:

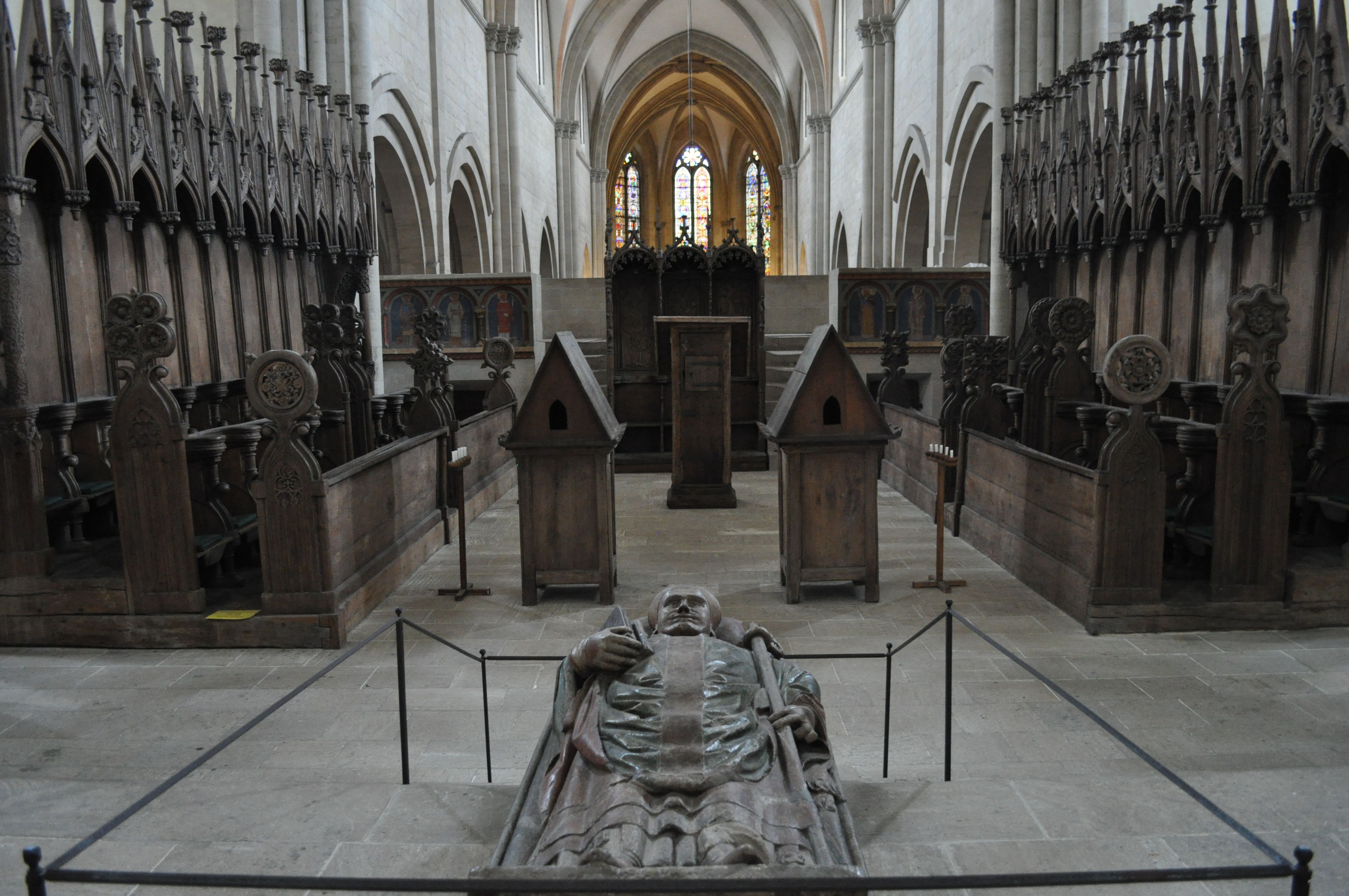
Coro oriental con la estatua yacente del obispo Hildevard. Al fondo, las vidrieras del coro occidental.

- El margrave Ekkehard II de Meissen (* hacia 985; † 24 de enero de 1046) y su esposa Uta (* hacia 1000 en Ballenstedt; † 23 de octubre, antes de 1046), condesa de Ballenstedt. La figura de Uta es conocida como Uta de Naumburgo.
- El margrave Hermann I de Meissen († 1038) y su cónyuge Reglindis (* 989; † 1016), hija de Boleslao I de Polonia.
- El conde Dietrich de Brehna y su esposa Gerburg.
- El conde Guillermo de Camburgo y su esposa Gepa. Quizás la estatua de Gepa represente en realidad a Adelheid I de Quedlingburg, abadesa del convento de Gernrode, a la que se cita entre los fundadores de la catedral.
- El conde Dietmar, de la casa de Billung, emparentado con Ekkehard y Hermann.
- Timo de Kistritz.
- El conde Syzzo de Schwarzburg-Käfernburg, hermano del obispo Hildeward, cuya tumba se encuentra en el extremo opuesto de la catedral, en el coro este, adornada con una estatua yacente, obra también del maestro de Naumburgo.
- Konrad de Landsberg.

Las figuras no se pueden tomar como retratos fidedignos, ya que se realizaron unos 200 años después de la muerte de los fundadores.
Ekkehard y Hermann eran hermanos, ambos hijos del margrave Ekkehard I de Meissen.
Los vitrales del presbiterio reproducen escenas de virtud y pecado de los Apóstoles; algunas secciones son originales del siglo XIII y otras dos fueron completadas en el siglo XIX.